# USS Wasp (CV-18)
USS Wasp (CV-18) byla letadlová loď Námořnictva Spojených států, která působila ve službě v letech 1943–1972. Jednalo se o desátou postavenou jednotku třídy Essex (osmou ve verzi s krátkým trupem).
Původně byla pojmenována jako USS Oriskany. Její stavba byla zahájena 18. března 1942 v loděnici Fore River Shipyard v Quincy v Massachusetts. Na podzim 1942 byla přejmenována na USS Wasp na počest letadlové lodi USS Wasp (CV-7) potopené v září toho roku. K jejímu spuštění na vodu došlo 17. srpna 1943, do služby byla zařazena 24. listopadu 1943. Podílela se na operacích druhé světové války v Tichém oceánu, roku 1947 byla odstavena do rezerv. V letech 1948–1951 prodělala rekonstrukci SCB-27A, následně se vrátila do aktivní služby a roku 1952 byla překlasifikována na útočnou letadlovou loď CVA-18. Roku 1955 byla modernizována v projektu SCB-125, kdy také obdržela úhlovou letovou palubu. O rok později byla její klasifikace změněna na protiponorkovou letadlovou loď CVS-18. V průběhu 50. a 60. let působila především v Atlantském oceánu, ve Středomoří a v Karibiku, v letech 1965 a 1966 se podílela na návratu vesmírných lodí Gemini 6A, Gemini 7, Gemini 9 a Gemini 12 zpět na Zemi. Ze služby byla vyřazena 1. července 1972, následujícího roku byla odprodána do šrotu.